# Глебова, Ирина Сергеевна
Ири́на Серге́евна Гле́бова (род. 7 января 1981 года, Москва) — российский креативный продюсер, режиссёр и сценарист, театральный режиссёр, репортёр, журналист, педагог. Кандидат политических наук, член Союза писателей России с 2004 года.

## Образование
В 2001 году окончила Гуманитарный институт телевидения и радиовещания им. М. А. Литовчина по специальности «журналист и редактор».
В 2003 году окончила Гуманитарный институт телевидения и радиовещания им. М. А. Литовчина по специальности «режиссёр кино и телевидения».
В 2005 году в Дипломатической академии МИД России защитила кандидатскую диссертацию на тему «Развитие информационных технологий во внешнеполитической деятельности Российской Федерации: проблемы и перспективы». Присвоена учёная степень кандидат политических наук.
В 2007 году окончила ВГИК им. С. А. Герасимова по специальности «продюсер кино и телевидения».
В 2013 году окончила ВТУ им. Б. В. Щукина по специальности театральный режиссёр.

## Преподавательская карьера
С 2011 года преподаёт режиссуру телевидения в Гуманитарном институте телевидения и радиовещания им. М. А. Литовчина.
C 2011 года преподаёт мастерство режиссуры и технологии телепроизводства в Высшей национальной школе телевидения.
С 2018 года назначена деканом продюсерского факультета института кино и телевидения.

## Телевидение
Июнь 2016 — июнь 2017 — Телеканал «Спас»
Креативный директор автор идеи более 30 проектов
«Монастыри России»
«Монастырская кухня»
«С Божией помощью!»
Февраль 2012 — н.в. Красный квадрат
Креативный продюсер программы «Угадай мелодию»
Креативный продюсер программы «Дёшево и сердито»
Октябрь 2011 — февраль 2012 АВК продакшн

Режиссёр программы «Битва интерьеров»
Декабрь 2011
Продюсер съёмок музыкального клипа «Прогноз погоды» feat. Кристина Орбакайте группы «Дискотека Авария»
Май 2008 — сентябрь 2011 ТелеФормат

Креативный продюсер и режиссёр программы «Розыгрыш»
Режиссёр программы «Галилео»
Режиссёр программы «Реальный мир»
Август 2006 — Июнь 2008 Сохо Медиа

Режиссёр программы «Контрольная закупка»
Режиссёр программы «Всё под контролем»
Август 2003 — Август 2006 Амедиа

Телевизионный Режиссёр сериалов: «Не родись красивой», «Моя прекрасная няня»
Второй режиссёр исторических мелодрам: «Грехи отцов», «Талисман любви»
Директор школы актёрского мастерства Амедиа
PR-менеджер сериала «Бедная Настя»
PR-менеджер компании Амедиа
Май 2003 — Август 2006 «телеканал Спорт»

Телевизионный режиссёр
Июнь 2001 — Январь 2002 «телеканал Культура»

Режиссёр документальных фильмов
Октябрь 2000 — Июнь 2001 «Синебридж»

PR-менеджер сериала «Простые истины»
Январь 2000 — Сентябрь 2000 «Телевизионная служба новостей»

Репортёр новостей

## Театр
Май 2013 — «спектакль Икотка», по пьесе Владимира Зуева, режиссёр Ирина Глебова, актеры: Владимир Жуков и Владимир Чуприков.

Апрель 2011 — «спектакль Мамочки», по пьесе Владимира Зуева, режиссёр Вячеслав Терещенко — актриса, роль журналистки Лёли.

## Награды
Проекты Ирины Глебовой удостаивались многочисленных призов Академии российского телевидения «ТЭФИ».
- 2004 — премия «ТЭФИ 2004» за сериал «Бедная Настя».
- 2005 — премия «ТЭФИ 2005» за сериал «Моя прекрасная няня».
- 2006 — премия «ТЭФИ 2006» за сериал «Не родись красивой».
- 2018 — International festival «ZILANT» Лучшая режиссёрская работа — «ИКОТКА» — режиссёр Ирина Глебова, г. Москва, Студия ТУРАНДОТ[15]
- 2018 — FRANCE INDEPENDENT FILM FESTIVAL Лучшая режиссура «ИКОТКА» режиссёр Irina Glebova — Moscow, Russia[16]
- 2019 —V Всероссийского телевизионного конкурса «Студенческий ТЭФИ» Евгения Царенкова, «Нико Пиросмани. Грустная сказка», руководитель мастерской Глебова И. С.[17][18]